# Cleistes huberi
Cleistes huberi är en orkidéart som beskrevs av Germán Carnevali och Ivón Mercedes Ramírez Morillo. Cleistes huberi ingår i släktet Cleistes, och familjen orkidéer. Inga underarter finns listade i Catalogue of Life.